# Jan Verbeeck (zanger)
Jan Verbeeck (Merksem, 24 april 1913 - Deurne, 6 juni 2005) was een Belgische operazanger (tenor). 

## Leven
Jan Verbeeck kwam uit een groot gezin en werd, net als zijn broer Eugène, diamantslijper. Van 1933 tot '39 volgde Jan muziek- en zangles. Tijdens de Tweede Wereldoorlog werd hij opgepakt door de Duitsers en verplicht tewerkgesteld. Na de bevrijding door de Russen kwam hij terug naar huis - weliswaar met een verhoogde vatbaarheid voor bronchitis en longontsteking - en ging opnieuw aan het werk als diamantslijper, tot hij zich ging aanbieden in de Koninklijke Vlaamse Opera (KVO). Drie maanden later maakte hij zijn debuut, op 27 juni 1947. Verbeeck zong de solopartij in 82 verschillende opera's en 13 operettes. Hij overleed op 92-jarige leeftijd. 

## Loopbaan
Jan Verbeeck debuteerde in 1947 in La traviata van Verdi (als Alfredo Germont) in de KVO. De jongeman bleek uitzonderlijk getalenteerd, hetgeen bevestigd werd in zijn volgende optredens: als Mario Cavaradossi in Tosca (Puccini), als de graalridder Lohengrin in Wagners gelijknamige opera, als Radames in Aida (Verdi) en in Zwarte Viooltjes, de lyrische komedie van August Monet, op muziek van Leo Fob (pseudoniem van August Baeyens, destijds directeur van de KVO) naar Chopin (een operette gebaseerd op de liefdesgeschiedenis tussen Frédéric Chopin en George Sand). 
Verbeeck groeide als tenor verder naar een meer heroïsch timbre en werd een ideale vertolker voor het Italiaanse repertorium. Als heldentenor vertolkte hij onder meer de Wagnerhelden Lohengrin, Tannhäuser, Siegmund (Die Walküre), Walter von Stolzing (Die Meistersinger von Nürnberg) en Parsifal. 
In 1953 werd Verbeeck door Vina Bovy gecontracteerd om aan de slag te gaan bij de Koninklijke Opera van Gent (KOG). Later in Gent, onder de leiding van Karel Locufier, zet Verbeeck een glansprestatie neer met de uitvoering van de "onzingbare" rol van Paul in Korngolds opera Die tote Stadt. Verbeeck geeft ook gastvoorstellingen, zowel in binnen- als buitenland (hij blijft ook in Antwerpen zingen, waar hij ook verscheidene keren een voorstelling redt door een afhakende tenor te vervangen), en zoekt in Duitsland zangpedagogen op om nog verder door te groeien. 
Verbeeck begon aan een internationale carrière, met een lange reeks voorstellingen in Frankrijk (Lille, Reims, Rennes, Toulouse, Metz, Mülhouse, Dijon, St.-Etienne, Vichy, Toulon, Bordeaux, Montpellier, Tours, Nantes, Clermont-Ferrand, Avignon. Ook in Parijs werd hij gevraagd, maar omwille van de te lage gage weigerde Verbeeck). Verder ook in Aken en Keulen (Roméo et Juliette (Gounod) en Don Carlos (Verdi)), in het Liceo in Barcelona (Samson et Dalila (Camille Saint-Saëns)), in Boedapest (Aida (Verdi) en Otello (Verdi)), in Algiers (Lohengrin (Wagner)).
Verbeeck werd ook meer en meer gevraagd de enscenering te verzorgen van de opera's waarin hij optrad (o.m. in Toulon voor Othello (Verdi) in 1955, in Mülhouse voor Andrea Chénier (Giordano) in 1961 en in Saint-Etienne voor Lohengrin (Wagner) in 1961).